# Museo Huauco
El Museo Huauco es un museo ubicado en la plaza mayor del distrito de Sucre, en Cajamarca.
El museo expone su colección de fósiles encontrados en la zona, así como bienes etnográficos y arqueológicos de cerámica y líticos de la región.